# Massac (Aude)
Massac és un municipi francès de la regió d'Occitània, al departament de l'Aude. El 2021 tenia 26 habitants.